# Tặng hoa bất hợp pháp

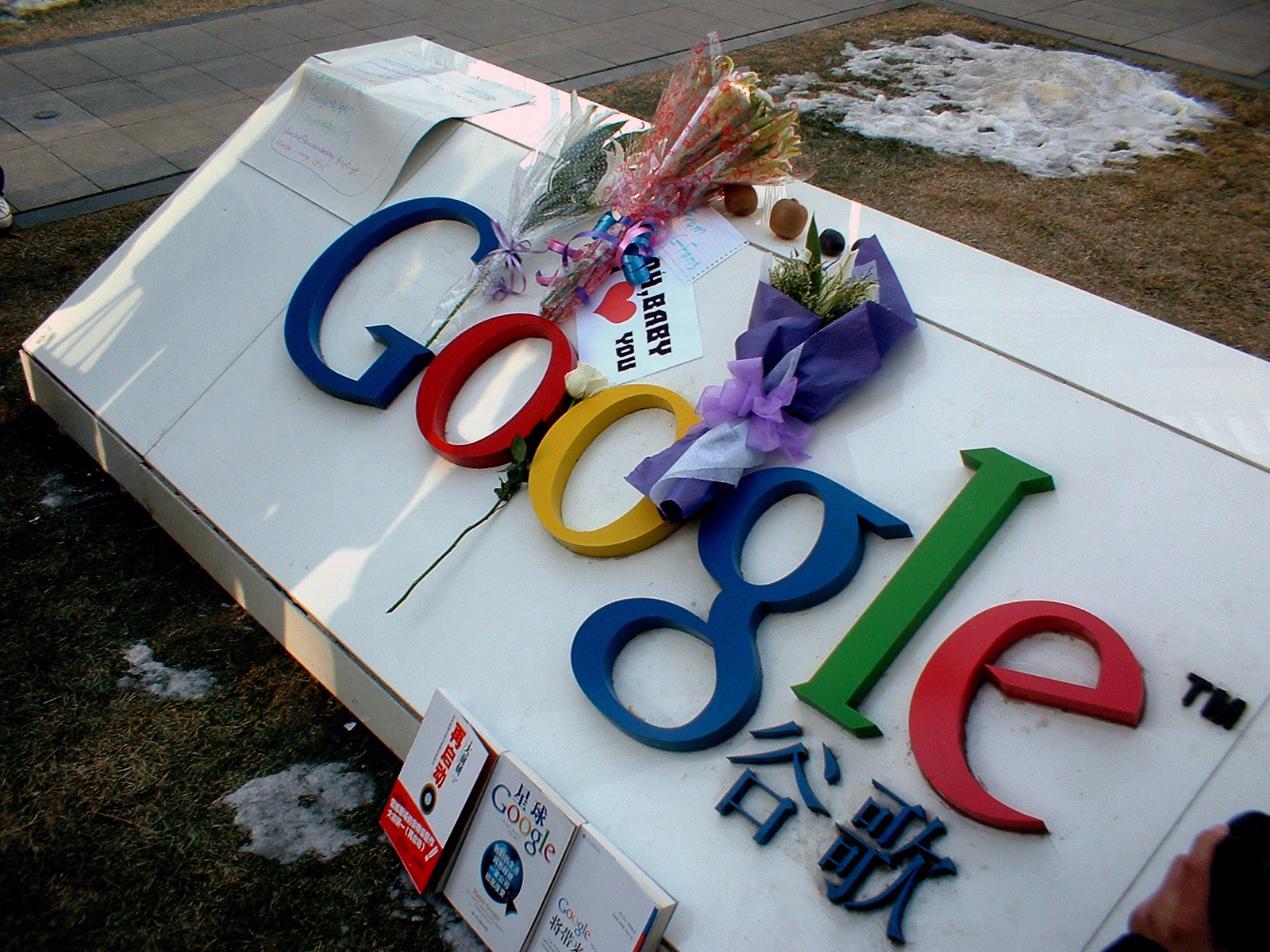
Hoa bị bỏ lại bên ngoài trụ sở Google Trung Quốc sau thông báo có thể rời khỏi nước này.

"Tặng hoa bất hợp pháp" (giản thể: 非法献花; phồn thể: 非法獻花; bính âm: fēifǎ xiànhuā) là một meme Internet nổi lên sau thông báo của Google về khả năng rút khỏi Trung Quốc đại lục vào tháng 1 năm 2010. Vào ngày 12 tháng 1 năm 2010, Google đã đăng một bài viết trên blog Blogspot chính thức của mình, có tựa đề "A New Approach to China" (Một cách tiếp cận mới đối với Trung Quốc), trong đó họ tiết lộ quyết định chấm dứt tuân thủ kiểm duyệt Internet ở Trung Quốc tại Google.cn, chỉ trích các cuộc tấn công gần đây của hacker có động cơ chính trị từ Trung Quốc nhằm vào tài khoản Gmail của các nhà hoạt động nhân quyền Trung Quốc là mối quan tâm hàng đầu của họ. Google cũng thông báo họ đã đàm phán với chính phủ Trung Quốc về vấn đề này, nhưng không có thỏa thuận hay đồng thuận nào về công cụ tìm kiếm không kiểm duyệt được thực hiện, vì vậy lưu lượng truy cập vào Google.cn đã được chuyển hướng tới Google.com.hk.
Khả năng Google rời khỏi Trung Quốc đã khiến những người có thiện chí từ vùng đô thị Bắc Kinh có mặt tại trụ sở chính của Google Trung Quốc ở Trung Quan Thôn, Bắc Kinh để đặt hoa và nến tri ân Google. Tuy vậy, những du khách tiếp theo vừa đặt chân đến nơi đây chỉ để phát hiện ra rằng những bông hoa do những du khách trước đó tặng đã bị nhân viên bảo vệ kịp thời lấy đi, một trong số đó cho biết rằng, để gửi hoa, mọi người cần phải xin giấy phép tại các bộ phận liên quan; nếu không có giấy phép được chấp thuận, họ sẽ tiến hành "tặng hoa bất hợp pháp".
Cụm từ "tặng hoa bất hợp pháp" nhanh chóng trở thành một meme Internet phổ biến ở Trung Quốc do tính chất mỉa mai của nó. Tuy nhiên, do tính nhạy cảm của nó, cụm từ này đã bị kiểm duyệt trên nhiều trang web khác nhau của Trung Quốc, bao gồm cả Baidu và Sogou Họ đã xóa bài viết về "tặng hoa bất hợp pháp" trên dịch vụ Baidu Baike và Sogou Baike.